# Tempaku, Nagoya
Tenpaku (天白区 Tenpaku-ku) là quận thuộc thành phố Nagoya, tỉnh Aichi, Nhật Bản. Tính đến ngày 1 tháng 10 năm 2020, dân số ước tính của quận là 164.817 người và mật độ dân số là 7.600 người/km2. Tổng diện tích của quận là 21,58 km2.

## Địa lý

### Đô thị lân cận
- Aichi
  - Nagoya
    - Shōwa
    - Chikusa
    - Mizuho
    - Meitō
    - Midori
    - Minami

  - Nisshin